# Вайшешика-сутра
Вайше́шика-су́тра, или Ка́нада-сутра, — базовый текст индуистской философской школы вайшешика. Авторство текста приписывается мудрецу Канаде, жившему в добуддийскую эпоху. К тексту было написано несколько комментариев, самый ранний из которых — «Свартха-дхарма-санграха» Прашастапады — датируется первыми веками н. э. Согласно «Вайшешика-сутре», существует девять категорий реальности: четыре категории атомов (земля, вода, огонь и воздух), пространство (акаша), время (кала), направления (дик), бесконечные души (атман), ум (манас).
Существует семь категорий опыта (падартха): субстанция, качество, деятельность, общность, особенность, врождённость и небытие. В сутрах также описываются различные особенности субстанции (дравья).